# Fosfogliceridi
I fosfogliceridi (detti anche glicerofosfolipidi) rappresentano la classe più importante di fosfolipidi, i lipidi la cui testa polare contiene un gruppo fosfato. Queste sostanze costituiscono una frazione significativa dei lipidi di membrana nei regni batterico, vegetale e animale.
Grazie alle loro proprietà anfipatiche un'estremità si presenta idrofobica e l'altra idrofila, ciò contribuisce a dirigere la disposizione di questi in foglietti detti doppio foglietto fosfolipidico, mediante interazioni idrofobiche tra le molecole fosfolipidiche e interazioni idrofile tra fosfolipidi e acqua.
La testa polare è generalmente legata tramite legame fosfodiestere a un gruppo alcool-derivato e, se tale gruppo è colina, la molecola prende il nome di fosfatidilcolina o lecitina; mentre il legame con inositolo, serina e etanolamina costituisce le cefaline.
Tutti possono essere considerati come derivati del L-glicerolo-3-fosfato. In questa molecola il C2 è uno stereocentro e i fosfogliceridi presenti in natura sono derivati dell'enantiomero L.